# Polyandrocarpa tenera
Polyandrocarpa tenera är en sjöpungsart som beskrevs av aauthor unknown. Polyandrocarpa tenera ingår i släktet Polyandrocarpa och familjen Styelidae. Inga underarter finns listade i Catalogue of Life.